# أبوكاليبتيكا

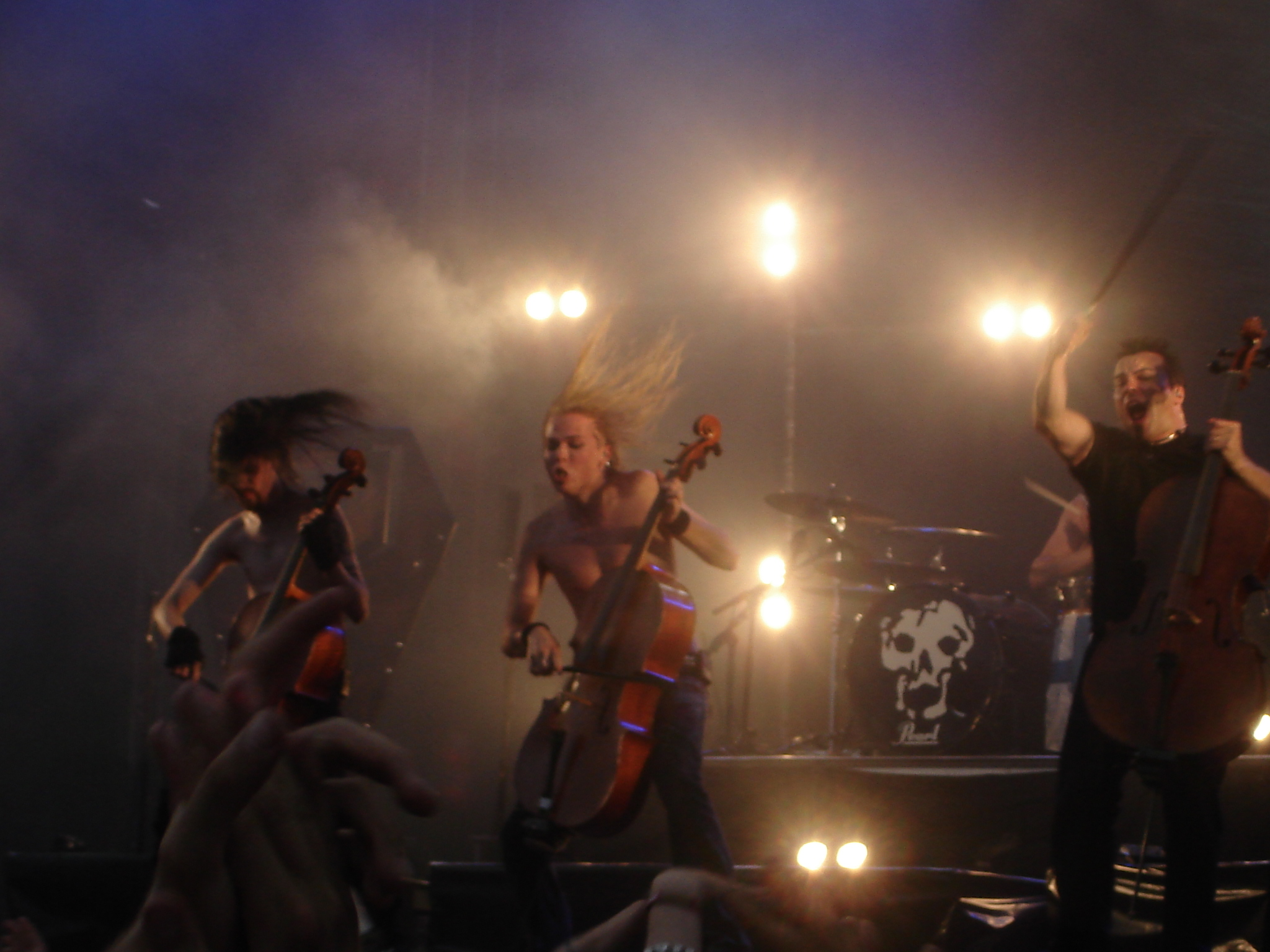
آبوكاليبتيكا

آبوكاليبتيكا (Apocalyptica) هي فرقة روك وهيفي ميتال من هلسنكي، فنلندا. بدأت الفرقة في عام 1995 وهي تتكون حالياً مع ثلاثة أعضاء يعزفون الكمانات الجهيرة بالإضافة إلى درمز منذ عام 2005. جميعهم طلاب سابقون في أكاديمية سيبيليوس الفنلندية. أول أعمالهم الموسيقية كان "Plays Metallica by Four Cellos". صدرت الفرقة خمس ألبومات مسجلة في الإستوديو. فاقت مبيعاتهم المليوني ألبوم عالمياً، وأقاموا حفلات موسيقية في أكثر من 30 دولة.

## أعضاء الفرقة
- أيكا توبينين (Eicca Toppinen)
- بافو لوتيونين (Paavo Lötjönen)
- بيرتو كيفيلاكسو (Perttu Kivilaakso)
- ميكو سيرين (Mikko Sirén)

## أبرز الأعمال الموسيقية
- Plays Metallica by Four Cellos (عام 1996)
- Inquisition Symphony (عام 1998)
- Cult (عام 2000)
- Best of Apocalyptica (عام 2002)
- Reflections (عام 2003)
- Apocalyptica (عام 2005)
- Amplified / A Decade Of Reinventing The Cello (عام 2006)

## وصلات خارجية
- أبوكاليبتيكا على موقع IMDb (الإنجليزية)
- أبوكاليبتيكا على موقع ميوزك برينز (الإنجليزية)
- أبوكاليبتيكا على موقع أول ميوزيك (الإنجليزية)
- أبوكاليبتيكا على موقع ديسكوغز (الإنجليزية)

- الموقع الرسمي